# UNIX Review
UNIX Review va ser una revista nord-americana que abastava aspectes tècnics del sistema operatiu UNIX i la programació C. Reconegut per les seves anàlisis tècniques a fons, la revista també informava sobre confabs de la indústria va incloure algunes tarifes més lleugeres.

## Història i perfil
Va ser fundada el 1983. El 1985 va ser adquirida per Miller Freeman. La revista es va passar a denominar UNIX Review's Performance Computing (UR/PC) Magazine amb el número d'abril de 1998 i es va deixar de publicar el 2000. La publicació en línia va cessar el 2007. Va ser publicat per REVIEW Publications de Renton, Washington. Els drets del títol són actualment propietat del United Business Media (anteriorment CMP Media), però el lloc web UnixReview.com ja no està actiu i els arxius han estat destruïts o ocults.

## Col·laboradors regulars
- Andrew Binstock, (editor en cap de 1991-1997), va escriure "Word Wrap from the Editor"
- John Chisholm (1992-1995), va escriure la columna "Currents"
- Stan Kelly-Bootle, escriptor de la columna "Devil's Advocate"
- Ken Arnold, escriptor de la columna "The C Adviser"
- Rich Morin, escriptor de les columnes "The Human Factor" i "The Notebook Internet"
- Joe "Zonker" Brockmeier, escriptor de la columna "Tool of the Month"
- Ed Schaefer, escriptor de la columna "Shell Corner"
- Dinah McNutt, escriptora de la columna "Daemons and Dragons"
- Cameron Laird, col·laborador regular
- Emmett Dulaney, col·laborador regular
- Marcel Gagné, col·laborador regular[7]
- Eric Foster-Johnson, col·laborador regular